# Zoltán Adorján
Zoltán Adorján (ur. 15 listopada 1961 w Debreczynie) – węgierski żużlowiec.

## Życiorys
Jedyny węgierski zawodnik, który był pełnoprawnym uczestnikiem Grand Prix (1998 – XIX m.). Trzy razy wystąpił w finałach Indywidualnych Mistrzostw Świata (Bradford 1985 – XIV m., Monachium 1989 – XV m., Bradford – 1990 – XIV m.). W 1990 r. zdobył w Landshut brązowy medal Mistrzostw Świata Par. Czterokrotnie stawał na podium Indywidualnego Pucharu Mistrzów (Miszkolc 1987 – I m., Krško 1988 – III m., Lonigo 1990 – II m., Równe 1992 – II m.).
Trzynastokrotnie zdobył tytuł Indywidualnego Mistrza Węgier (1983–1991, 1994–1997). Był również Indywidualnym Mistrzem Niemiec (1991).

## Przynależność klubowa
Węgry
- Volan Debreczyn (1981–1986)
- Volan Hajdu (1988)
- Hajdu Volan Derbreczyn (1989)
- Volan Club Hajdu (1990)
- Debreczyn Speedway Club (1991–1992)
- Adorjan Speedway Team (1994)

RFN / Niemcy
- IG Neuenknick (1989)
- MC Güstrow (1997)

Polska
- Stal Rzeszów (1991–1995)
- Wanda Kraków (1996)
- GKM Grudziądz (1997)
- LKŻ Lublin (1998–2000)

Wielka Brytania
- Sheffield Tigers (1995–1996)

Austria
- SC Remus Austria (2000)

## Starty w Grand Prix
| Sezon | Numer | 1     | 2     | 3     | 4     | 5     | 6     | Msc. | Pkt. |
| ----- | ----- | ----- | ----- | ----- | ----- | ----- | ----- | ---- | ---- |
| 1998  | 12    | CZE 7 | DEU 5 | DNK 2 | GBR 3 | SWE 1 | POL 3 | 19   | 21   |

Statystyki:
- Starty: 6
- Zwycięstwa: 0
- Miejsca na podium: 0
- Finalista: 0
- Punkty: 21

## Osiągnięcia
- Indywidualne Mistrzostwa Świata
  - 1985 –  Bradford – 14. miejsce – 2 pkt → wyniki
  - 1989 –  Monachium – 15. miejsce – 4 pkt → wyniki
  - 1990 –  Bradford – 16. miejsce – 2 pkt → wyniki

- Drużynowe Mistrzostwa Świata
  - 1996 –  Diedenbergen – 7. miejsce – 3 pkt → wyniki
  - 1997 –  Piła – 7. miejsce – 3 pkt → wyniki
  - 1998 –  Vojens – 7. miejsce – 5 pkt → wyniki

- Mistrzostwa Świata Par
  - 1988 –  Bradford – 6. miejsce – 10 pkt → wyniki
  - 1989 –  Leszno – 6. miejsce – 8 pkt → wyniki
  - 1990 –  Landshut – 3. miejsce – 21 pkt → wyniki
  - 1993 –  Vojens – 7. miejsce – 6 pkt → wyniki

- Indywidualny Puchar Mistrzów
  - 1986 –  Pardubice – 6. miejsce – 8 pkt → wyniki
  - 1987 –  Miszkolc – 1. miejsce – 12+3 pkt → wyniki
  - 1988 –  Krško – 3. miejsce – 13+2 pkt → wyniki
  - 1989 –  Natschbach Loipersbach – 7. miejsce – 9 pkt → wyniki
  - 1990 –  Lonigo – 2. miejsce – 14+2 pkt → wyniki
  - 1992 –  Równe – 2. miejsce – 12 pkt → wyniki

- Indywidualne Mistrzostwa Węgier
  - 1982 – 3. miejsce → wyniki
  - 1984 – 1. miejsce – 29 pkt → wyniki
  - 1985 – 1. miejsce – 29 pkt → wyniki
  - 1986 – 1. miejsce → wyniki
  - 1987 – 1. miejsce → wyniki
  - 1988 – 1. miejsce – 56 pkt → wyniki
  - 1989 – 1. miejsce – 55 pkt → wyniki
  - 1990 – 4 rundy – 1. miejsce – 41 pkt → wyniki
  - 1991 – 3 rundy – 1. miejsce – 41 pkt → wyniki
  - 1992 – 3 rund – 6. miejsce – 31 pkt → wyniki
  - 1993 – 3 rundy – 4. miejsce – 31 pkt → wyniki
  - 1994 – 3 rundy – 1. miejsce – 42 pkt → wyniki
  - 1995 – 6 rund – 1. miejsce – 69 pkt → wyniki
  - 1996 – 5 rund – 1. miejsce – 80 pkt → wyniki
  - 1997 – 6 rund – 1. miejsce – 106 pkt → wyniki
  - 1999 – 5 rund – 3. miejsce – 77 pkt → wyniki
  - 2000 – 6 rund – 3. miejsce – 65 pkt → wyniki

## Inne ważniejsze turnieje
- Memoriał im. Edwarda Jancarza w Gorzowie Wlkp.
  - 1992 – 7. miejsce – 10 pkt → wyniki
  - 1999 – 11. miejsce – 6 pkt → wyniki

- Memoriał Eugeniusza Nazimka w Rzeszowie
  - 1994 – 1. miejsce – 15 pkt → wyniki
  - 1995 – 1. miejsce – 14 pkt → wyniki

## Starty w Stali Rzeszów
Pierwszy sezon w Stali Rzeszów  (II liga)  – 1991
14 meczów / 71 biegów / 187 pkt. / 10 bonusów / 197 pkt. z bonusami / 2,774 śr. bieg
| Nr mecz | Data        | Gospodarz             | Wyniki | Goście                | Punkty          | Suma | Bonus | Razem |
| ------- | ----------- | --------------------- | ------ | --------------------- | --------------- | ---- | ----- | ----- |
| 1       | 4 kwietnia  | Stal Westa Rzeszów    | 52-37  | Włókniarz Częstochowa | (3,2*,2,2,3)    | 12   | 1     | 13    |
| 2       | 7 kwietnia  | Sparta Aspro Wrocław  | 45-45  | Stal Westa Rzeszów    | (3,3,2,3,3)     | 14   | 0     | 14    |
| 3       | 28 kwietnia | Kolejarz Remak Opole  | 39-51  | Stal Westa Rzeszów    | (3,2*,3,3,3)    | 14   | 1     | 15    |
| 4       | 30 maja     | Stal Westa Rzeszów    | 62-28  | KKZ Krosno            | (2*,2*,2*,3,2)  | 11   | 3     | 14    |
| 5       | 19 czerwca  | Śląsk Świętochłowice  | 30-59  | Stal Westa Rzeszów    | (3,0,3,3,3)     | 12   | 0     | 12    |
| 6       | 30 czerwca  | Stal Westa Rzeszów    | 65-25  | Polonia II Bydgoszcz  | (2*,3,3,3,3)    | 14   | 1     | 15    |
| 7       | 4 lipca     | Ostrovia Ostrów Wlkp. | 27-63  | Stal Westa Rzeszów    | (2*,3,2*,3,3)   | 13   | 2     | 15    |
| 8       | 17 lipca    | Włókniarz Częstochowa | 47-42  | Stal Westa Rzeszów    | (3,d/2,3,2,1,2) | 11   | 0     | 11    |
| 9       | 21 lipca    | Stal Westa Rzeszów    | 53-37  | Sparta Aspro Wrocław  | (3,3,3,3,3)     | 15   | 0     | 15    |
| 10      | 26 lipca    | Start Gniezno         | 32-58  | Stal Westa Rzeszów    | (3,3,3,3,3)     | 15   | 0     | 15    |
| 11      | 9 sierpnia  | Stal Westa Rzeszów    | 55-35  | Kolejarz Remak Opole  | (2*,3,3,3,3)    | 14   | 1     | 15    |
| 12      | 25 sierpnia | Stal Westa Rzeszów    | 63-27  | Śląsk Świętochłowice  | (3,2*,3,3,3)    | 14   | 1     | 15    |
| 13      | 28 sierpnia | KKZ Krosno            | 43-47  | Stal Westa Rzeszów    | (3,2,3,3,3)     | 14   | 0     | 14    |
| 14      | 15 września | Wybrzeże Gdańsk       | 41-49  | Stal Westa Rzeszów    | (3,3,2,3,3)     | 14   | 1     | 15    |

Drugi sezon w Stali Rzeszów (I liga) – 1992
15 meczów / 75 biegów / 148 pkt. / 11 bonusów / 159 pkt. z bonusami / 2,120 śr. bieg
| Nr mecz | Data           | Gospodarz                 | Wyniki | Goście                    | Punkty         | Suma | Bonus | Razem |
| ------- | -------------- | ------------------------- | ------ | ------------------------- | -------------- | ---- | ----- | ----- |
| 15      | 29 marca       | Stal Westa Rzeszów        | 54-36  | Stal Gorzów Wlkp.         | (3,2*,3,3,3)   | 14   | 1     | 15    |
| 16      | 5 kwietnia     | Motor Lublin              | 48-42  | Stal Westa Rzeszów        | (1,0,3,1,d)    | 5    | 0     | 5     |
| 17      | 20 kwietnia    | Stal Westa Rzeszów        | 29-25  | Wybrzeże Rafineria Gdańsk | (1*,1*,2)      | 4    | 2     | 6     |
| 18      | 1 maja         | Unia Tarnów               | 47-42  | Stal Westa Rzeszów        | (2*,3,2,2,3)   | 12   | 1     | 13    |
| 19      | 3 maja         | Apator Toruń              | 50-40  | Stal Westa Rzeszów        | (2,1,1,d,-,3)  | 7    | 0     | 7     |
| 20      | 14 maja        | Stal Westa Rzeszów        | 62-28  | Sparta Aspro Wrocław      | (1,3,3,3,2*)   | 12   | 1     | 13    |
| 21      | 21 maja        | Yawal Częstochowa         | 47-43  | Stal Westa Rzeszów        | (2,3,3,3,1)    | 12   | 0     | 12    |
| 22      | 11 czerwca     | Stal Westa Rzeszów        | 40-50  | Morawski Zielona Góra     | (3,1*,2,1,3,d) | 10   | 1     | 11    |
| 23      | 19 lipca       | Stal Westa Rzeszów        | 38-52  | Polonia Bydgoszcz         | (3,2,3,1,2,2)  | 13   | 0     | 13    |
| 24      | 26 lipca       | Morawski Zielona Góra     | 54-36  | Stal Westa Rzeszów        | (1,1,2,2,2*)   | 8    | 1     | 9     |
| 25      | 9 sierpnia     | Stal Westa Rzeszów        | 48-42  | Yawal Częstochowa         | (3,1*,t,3,2)   | 9    | 1     | 10    |
| 26      | 16 sierpnia    | Sparta Aspro Wrocław      | 50-40  | Stal Westa Rzeszów        | (1,t,2,3,1*)   | 7    | 1     | 8     |
| 27      | 20 września    | Stal Westa Rzeszów        | 42-48  | Unia Tarnów               | (3,1*,3,2,1)   | 10   | 1     | 11    |
| 28      | 27 września    | Wybrzeże Rafineria Gdańsk | 39-51  | Stal Westa Rzeszów        | (3,3,2,2,2*)   | 12   | 1     | 13    |
| 29      | 4 października | Stal Westa Rzeszów        | 57-33  | Motor Lublin              | (3,3,3,3,1)    | 13   | 0     | 13    |